# Чечельницький цукровий завод
ВАТ «Чечельницький цукровий завод» — колишній цукровий завод, що знаходиться у смт Чечельник Чечельницького району Вінницької області.

## З історії побудови
Чечельницький цукровий завод збудований 1876 року. Умови праці були надзвичайно важкими, що викликало постійні страйки робітників, особливо в 1905—1907 рр. Поразка революції, неврожай 1910—1911 років ще більше погіршили становище цукрозаводських робітників. Сприятливим був сезон цукроваріння 1914—1915 рр.,коли зібрали буряки на площі 4142 га і виробили 92400 цнт цукру.
13 липня 1918 року Рада Народних Комісарів прийняла Декрет про націоналізацію підприємств цукроварної промисловості. Було націоналізовано і Чечельницький цукрозавод.

## Соціальні послуги для працівників
У нових умовах господарювання на підприємстві почали відбуватися разючі позитивні зміни. Ще у квітні 1917 року тут створено профспілкову організацію цукроварів.
Заводчани уже в перші роки радянської влади відкрили для своїх потреб клуб, магазин, медпункт, дитячий садок. Ще у 1918 році неподалік від заводу виникла початкова школа для дітей робітників підприємства.

## Перша реконструкція
Після втечі старих власників цукроварні заводчани організували у себе тимчасове самоврядування у складі адміністратора, агронома і представника профспілкового комітету.
1921 р. цукровари немало потрудилися над тим, щоб якнайшвидше відновити виробництво продукції. І в 1922 р. завод нарешті було запущено в дію. Правда, пропрацював він з перебоями лише 47 діб і видав всього 18338 цнт. Продукції.
Через нестачу палива та з деяких інших вагомих причин у 1925 р. підприємство взагалі не працювало. Почалася перша реконструкція продуктового цеху. Було побудоване світле приміщення з новим відділенням для сушіння і затарювання цукру.
1927 р. частину жаротрубних і паротрубних котлів було замінено трьома паротрубними котлами, які дали можливість підвищити вихід пару для виробництва.
На перших порах віддача солодкого поля була низькою. Значний поштовх у підвищенні врожайності цукристих дав знаменитий рух ланкових-п'ятисотенниць, який започаткували Марія Демченко та Марія Гнатенко. Уже в 1935 р. наші поля дали по 140,5 цнт коренів з кожного гектара.
Робітники заводу почали рух за оволодіння суміжними професіями, за перевиконання виробничих норм. Багато хто з них брався обслуговувати по декілька агрегатів. У 1936 р. колектив одержав червоний прапор і подяку від наркома харчової промисловості Анастаса Івановича Мікояна.
У 1940—1941 рр. виробництво цукру досягло 156 відсотків до рівня 1914 р. Врожайність же цукристих склала 193 цнт коренів з гектара, а добове виробництво цукру сягнуло за 8851 цнт. Всього ж за сезон завод видав тоді 147712 цнт солодкої продукції. Це у 8,1 раза більше, ніж було у 1922 р.,коли завод лише відновлював свою роботу після революції. 

## Робота цукрозаводу в роки Другої світової війни
22 липня 1941, через місяць після відкриття Східного фронту Другої світової війни, Чечельник відійшов до складу Румунії. Під час вступу румунської адміністрації на цукрозаводі диверсанти здійснили підпал. Склад мішкотари і два склади з готовим цукром згоріли.
Румунські власті всіма силами намагалися відновити роботу цукроварні і дати роботу місцевим мешканцям. У січні 1942 р. вона запрацювала. Але за місяць роботи видала всього 3 тисяча центнерів продукції. До того ж був той цукор дуже низької якості. Втрати продукції ж були неймовірними. Устаткування часто ламалося. І комбінат більше простоював, ніж працював.
Коли 1944 у Чечельник сталіністи повернулися, то цукрозавод не змогли запустити. Та й цукрові буряки не зародили, бо люди не хотіли працювати на комуну. Тому в 1944 р. завод не працював. Робітники допомагали МТС і колгоспам у ремонті сільськогосподарської техніки, організовували відливку литва. Нескоро вони приступили до своєї основної справи.

## Робота цукрозаводу у повоєнні роки
1953 р. під керівництвом енергійного інженера Я. Г. Кременя на підприємстві почалася перша повоєнна серйозна реконструкція. І до 1968 р. у заводських корпусах уже майже не залишилося довоєнного обладнання. Для кращого забезпечення підприємства цукросировиною на підставі постанови Вінницького обкому КПУ та облвиконкому за № 225 від 20 квітня 1961 р. колгоспи ім. Леніна с. Тартак та ім. Шевченка селища Чечельник були злиті в єдиний новостворений радгосп цукрокомбінату по вирощуванню сортового насіння цукрових буряків.

## Трудові династії
Були в колективі цукроварів і свої ударники, і свої стахановці. Серед них такі виробничники, як Микола Кобилянський, Василь Лемець, Тимофій Юхновський, Василь Вовк, Євдоким Грицишин, Федот Косаківський, Іван Кураків та багато інших.
На цукровому заводі працювали ті, хто своєю трудовою біографією вписали не одну славну сторінку з життя підприємства. Однією із таких є сім'я, родовід якої починається від потомственного цукровара Василя Павловича Лемця. Все своє життя він віддав роботі на рідному підприємстві, яке виросло і зміцніло на його очах. Свою любов до праці, до робітничого колективу він передав у спадок своїм чотирьом синам — Віктору, Якову, Степану, Володимиру та дочці Надії, а та, в свою чергу, — його онукам. Так, наприклад, чотири сини Якова Васильовича (Валентин, Леонід, Віктор, Володимир)і дві дочки (Олена й Марія) теж були членами великого заводського колективу робітників.
Родина Лемців обіймала на підприємстві найрізноманітніші посади: від різноробочого до начальника зміни. Груди Віктора Васильовича, Якова Васильовича та Степана Васильовича прикрашали ювілейні Ленінські медалі, а останніх двох відповідно — ще й медаль «За трудову доблесть» та орден Трудової Слави III ступеня.

## Керівники цукрозаводу
У різні часи керували підприємством Лахнік, Рабінович, С. Губар, Андріюк, Лубковський, Кирілін, М.Козюра, В.Гудима, Г.Писаренко, Бруско, С.Мазурик, А.Двірко, В.Валькований, О.Струсевич. На даний час цукрозавод визнано банкрутом. 